# Callopistria bernei
Callopistria bernei är en fjärilsart som beskrevs av Pierre E.L. Viette 1985. Callopistria bernei ingår i släktet Callopistria och familjen nattflyn. Inga underarter finns listade i Catalogue of Life.

## Bildgalleri

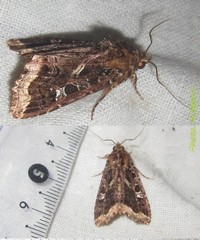